# Astaračaj
Astaračaj (perzijski: آستاراچای, azerski: Astaraçay) je mala rijeka koja definira azerbajdžansko-iransku granicu.
Astaračaj je pritok Kaspijskoga jezera. Astaračaj izvire u Tališinskom visočju. Od tuda voda počinje teći te prelazi kanjoj kroz Alborz, odakle nastavlja do svojega ušća koje se nalazi na jugozapadnom dijelu Kaspijskoga jezera. 